# Lordan Skenderović
Lordan Skenderović je poznati glazbenik iz Vojvodine iz zajednice Hrvata. Svira trubu. Član je ansambla Opere Srpskog narodnog kazališta iz Novog Sada.
Obitelj mu je prije Domovinskog rata u Hrvatskoj živjela u Splitu, gdje je pohađao osnovnu školu. Otac mu je bio dirigent u splitskom HNK, a mati je svirala flautu u orkestru u HNK.
Masterirao na Akademiji Umetnosti u Novom Sadu (1996/2001), usavršavanje na List Ferenc Akademiji u Budimpešti(1999/2001).
Na poziciji prve trube...Subotička Filharmonija (1996/2006), Vojvođanski Simfonijski Orkestar(2001/2013), Srpsko Narodno Pozorište(2000/2013)..trenutno u stalnom radnom odnosu na poziciji treće trube.
Surađivao s Beogradskom Filharmonijom, Crnogorskim Simfonijskim Orkestrom,Zrenjaninskom Filharmonijom i mnogim drugim simfonijskim i komornim ansamblima širom zemlje i regiona
U periodu 2002/2006 radi kao profesor trube u nižoj i srednjoj glazbenoj školi u Subotici, a od 2014. kao izvanredni profesor trube i komorne glazbe u nižoj i srednjoj glazbenoj školi Isidor Bajić u Novom Sadu.
Svirao je i na projektima miješane elektronske i jazz glazbe (album Data Jazz), Skenderović se pojavljuje na chillout skladbama.
Surađivao je s Modern Quartetom iz Novog Sada.
Svira s Novosadskim komornim orkestrom.

## Vanjske poveznice
- Fotografije[neaktivna poveznica] na MySpaceu
- MySpace[neaktivna poveznica] Dublle | Jazz cafe Wheels ( Igor Lečić Leche, Lordan Skenderović, Igor Malešević)
- Discogs

https://www.linkedin.com/in/lordan-skenderovic-182142a3/%5Bneaktivna+poveznica%5D